# Rikbaktsa (peuple)
Pour la langue, voir Rikbaktsa.
 (mai 2012).
Si vous disposez d'ouvrages ou d'articles de référence ou si vous connaissez des sites web de qualité traitant du thème abordé ici, merci de compléter l'article en donnant les références utiles à sa vérifiabilité et en les liant à la section « Notes et références ».

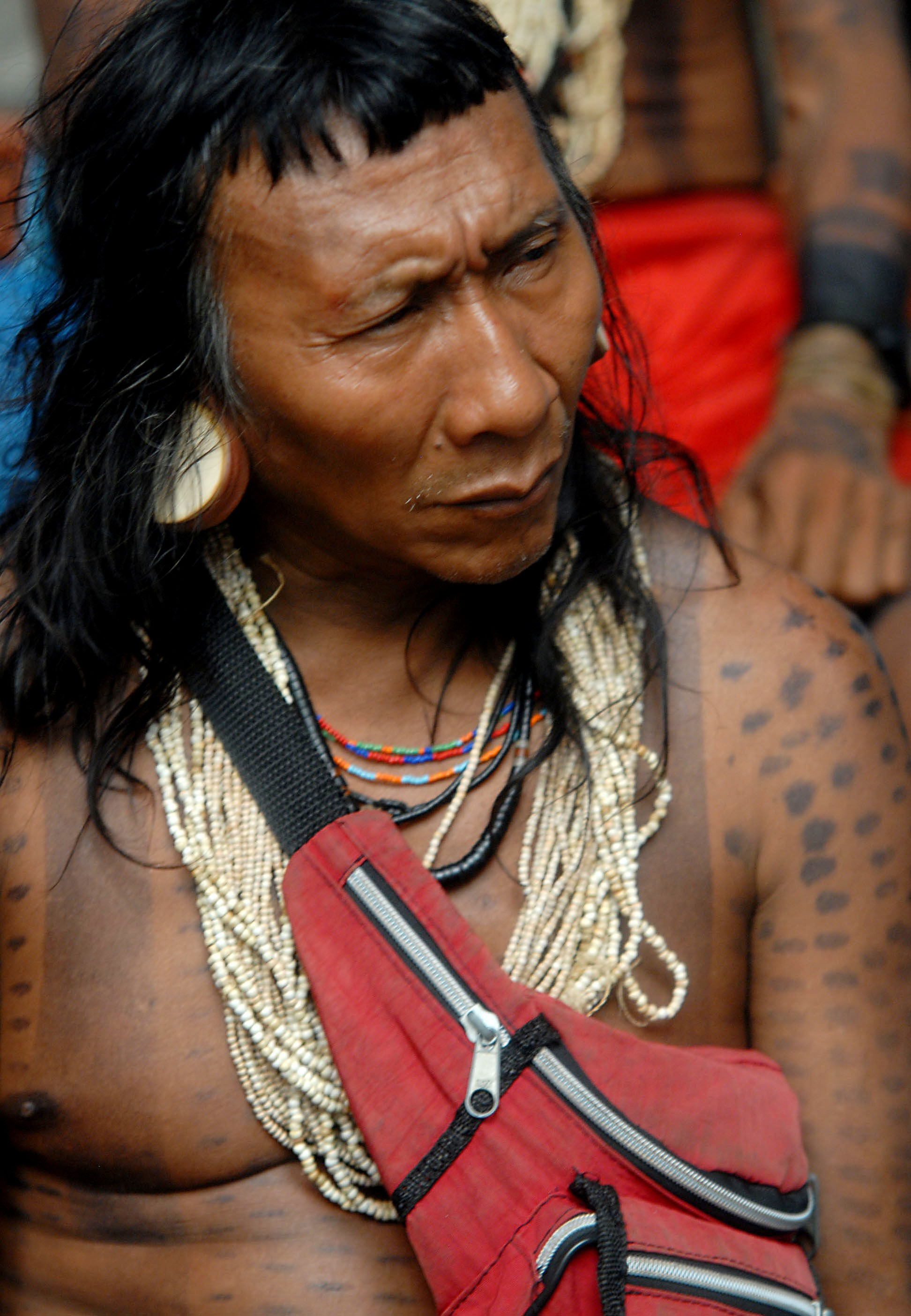
Portrait d'un Rikbatsa, photographié en 2007.

Les Rikbaktsas sont un peuple autochtone de la région du Mato Grosso au Brésil.

## Description

### Appellations et étymologie
Rikbaktsa (Rikbaktsa rik, personne + bak, l'être humain + tsa [suffixe pluriel]) peut être traduit comme « les êtres humains ». 
Les variantes orthographiques comprennent Ricbacta, Erikbaktsa, Erigpaktsa, Erigpagtsá, Erigpactsa, Erikbaktsá, Arikpaktsá, et Aripaktsá. Localement, ils sont aussi appelés Canoeiros (« les gens Canoe »), faisant allusion à leur aptitude à l'utilisation d'un canot, ou - plus rarement - Orelhas de Pau (« oreilles en bois »), par allusion à leur pratique de l'élargissement de leurs lobes d'oreilles avec des bouchons en bois. 

### Territoire
Le territoire des Rikbaktsa se situe dans l'État brésilien du Mato Grosso. Les Rikbaktsa vivent dans la forêt amazonienne du Nord-Ouest du Mato Grosso. Leur territoire traditionnel s'étend sur 50 000 km2 dans le bassin de la rivière Juruena, le long de la rivière Papagayo. Leur territoire a été délimité à l'ouest par la rivière Aripuanã et à l'est par la rivière Arinos, près de la rivière Peixe.
Aujourd'hui, ils ont des droits sur trois terres autochtones : Erikbaktsa (79 935 hectares, délimités en 1968), Japuíra (152 509 hectares, délimités en 1986), et Escondido (168 938 hectares, délimités en 1998).

## Histoire
Il n'existe pas de références aux Rikbaktsa avant le XXe siècle, et il n'y a pas eu d'études archéologiques sur leurs terres traditionnelles. Cependant, les histoires orales, les références géographiques de leurs mythes, et de leur connaissance approfondie de la flore et la faune à proximité suggèrent qu'ils ont vécu sur la terre pendant un certain temps.
Bien que les expéditions scientifiques, commerciales et stratégiques aient visité la région depuis le XVIIe siècle, elles sont restées sur les routes et ne se sont pas aventurées dans les forêts dans lesquelles les Rikbaktsa vivent. Ce n'est que lorsque les cueilleurs de caoutchouc vinrent dans les années 1940 que les premières références historiques aux personnes Rikbaktsa apparus. Le Rikbaktsa, qui étaient connus pour leurs relations hostiles avec presque tous les groupes autochtones voisins, ont d'abord résisté à la présence de cueilleurs de caoutchouc. Les Rikbaktsa ont finalement été « pacifiés » par des missionnaires jésuites financés par les planteurs de caoutchouc entre 1957 et 1962. Après 1962, le caoutchouc d'extraction, le bois, les mines et les industries agricoles ont empiété sur le territoire traditionnel des Rikbaktsa.

### Évolution
Pendant le processus de pacification et les années suivantes, les épidémies de grippe, la varicelle et la variole ont réduit la population Rikbaktsa des trois-quarts. En conséquence, ils ont perdu la majorité de leurs terres, et la plupart des enfants Rikbaktsa ont été enlevés à leurs parents pour être élevé aux côtés d'autres enfants autochtones dans un pensionnat jésuite près de 200 km de leurs maisons. Les adultes restants de la tribu ont été progressivement déplacés de leurs villages pour les plus grands villages administrés par des missionnaires jésuites. Après la ligne de démarcation de 1968 de la Terre Erikbaktsa des peuples autochtones sur un dixième du territoire d'origine, les enfants ont commencé à retourner dans leurs villages natals. 
Au cours des années 1970, les missionnaires de plus en plus reconnu le droit des peuples autochtones à leur propre culture et à l'autodétermination. Cette période a également vu le début du rétablissement de la population Rikbaktsa, comme la Mission Anchieta qui a exercé son influence protectrice. Même si la mission a continué à faire pression sur les Rikbaktsa vers l'acculturation, elle a néanmoins fourni le nécessaire à la récupération des Rikbaktsa. 
Depuis les années 1970, le Rikbaktsa ont tenté de récupérer leur territoire traditionnel, et en 1985, ils ont repris le contrôle du Japuíra. Pendant ce temps, la croissance démographique a chuté; chose qui peut être partiellement attribuée à la lutte pour le Japuíra, au cours de laquelle la production alimentaire et les services de santé ont été délaissés.  Après 1987, l'augmentation de l'accès aux ressources et aux services de santé de la Mission d'assistance d'Anchieta de la Fundação Nacional do Indio,a permis le rétablissement de la croissance de la population. En 2001, il y avait 909 personnes Rikbaktsa.
Ces dernières années, la structure décentralisée de la société Rikbaktsa s'est révélé être un obstacle à des entreprises communes pour préserver les terres et la culture Rikbaktsa. Pour contrer cela, les Ribaktsa ont créé l’Associação Indígena Rikbaktsa (Association des autochtones Rikbatsas), ou Asirik, en 1995. L'organisation vise à interagir avec les organismes externes et de fournir une voix unifiée aux Ribaktsa. Elle est gérée par des représentants de tous les sous-groupes territoriaux internes. Le Ribaktsa ont investi massivement dans l'éducation, il y a 20 écoles de village gérés par des enseignants autochtones, dont beaucoup ont participé à la formation des enseignants récemment promus par le gouvernement de l’État du Mato Grosso. En 1998, le Rikbaktsa ont tenté de trouver un partenaire d'assistance de santé, car auparavant la Mission Anchieta formait des infirmières autochtones et les dentistes praticiens.